# Rallye de Grande-Bretagne 1972
Le Rallye de Grande-Bretagne 1972 (28th Daily Mirror RAC Rally), disputé du 2 au 5 décembre 1972, est la vingt-cinquième manche du Championnat international des marques (IRC) courue depuis 1970 et la neuvième et dernière manche du Championnat international des marques 1972.

## Contexte avant la course

### Le championnat international des rallyes pour marques
Alors que le championnat d'Europe des rallyes pour conducteurs fut créé en 1953, ce n'est que quinze ans plus tard, en 1968 qu'apparut le championnat d'Europe des rallyes pour marques (ERC), Ford devenant cette année-là le premier constructeur titré dans la discipline. En 1970, le championnat devint intercontinental et fut rebaptisé championnat international des rallyes pour marques (IRCM) en intégrant une épreuve africaine, le Safari, le Rallye du Maroc venant s'ajouter à son calendrier dès l'année suivante. Après l'annulation récente de la Coupe des Alpes, faute de participants, le calendrier 1972 ne comprend plus neuf manches (six en Europe, deux en Afrique et une en Amérique du Nord). Le barème d'attribution des points a été modifié cette année, correspondant à celui prévu pour le futur championnat du monde des rallyes qui sera mis en place en 1973. Les épreuves sont réservées aux catégories suivantes :
- Groupe 1 : voitures de tourisme de série
- Groupe 2 : voitures de tourisme spéciales
- Groupe 3 : voitures de grand tourisme de série
- Groupe 4 : voitures de grand tourisme spéciales

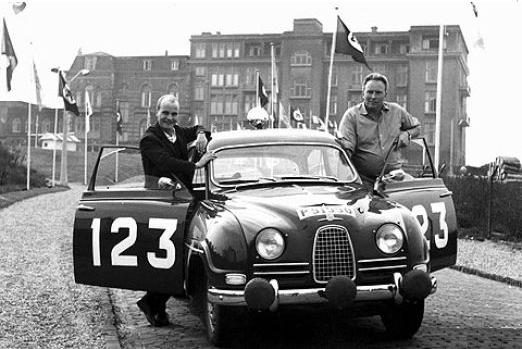
Erik Carlsson (vu ici en 1962 au côté de sa Saab 96) s'est imposé à trois reprises au Rallye RAC.

Victorieuse de trois des huit manches déjà disputées, la Scuderia Lancia a d'ores et déjà remporté le championnat 1972. Et, en l'absence de Porsche, Fiat s'est assuré la place de dauphin. Outre le prestige d'une victoire au RAC, l'enjeu de l'ultime manche de la saison concerne la dernière marche du podium, convoitée par la marque japonaise Datsun qui a pour objectif de placer une de ses voitures parmi les trois premières.

### L'épreuve
Créé en 1932 par le Royal Automobile Club (RAC), le Rallye de Grande-Bretagne était à l'origine une épreuve de maniabilité et d'orientation. Après guerre, il évolua en rallye de régularité avant de devenir dès le début des années 1960 une véritable épreuve de vitesse, avec secteurs chronométrés sur parcours tenu secret jusqu'au moment du départ. Les équipages locaux, ainsi que bon nombre de pilotes nordiques habitués des rallyes nationaux britanniques, ont cependant une bonne connaissance des pistes empruntées, palliant l'absence de reconnaissances. Depuis 1960, seuls des pilotes finlandais ou suédois s'y sont imposés. Le record de succès au «RAC» est détenu par Erik Carlsson, avec trois victoires consécutives entre 1960 et 1962.

## Le parcours
- départ : 2 décembre 1972 de York
- arrivée : 5 décembre 1972 à York

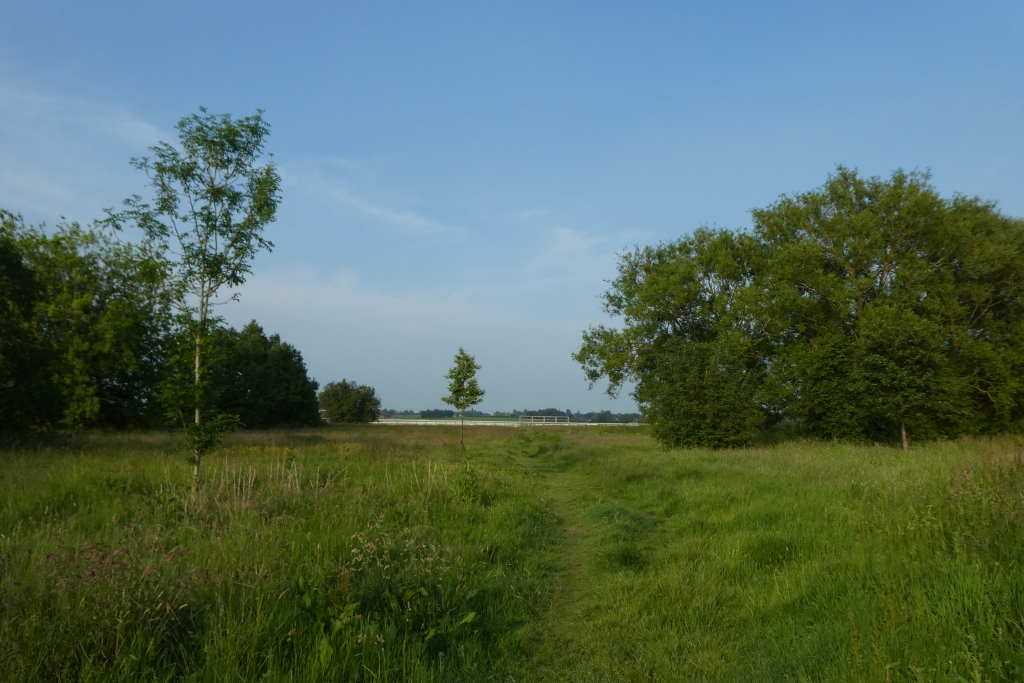
Départ et arrivée auront lieu sur le terrain du Knavesmire, à York.

- distance : 2 900 km dont 580 sur 69 épreuves spéciales (72 épreuves initialement prévues)
- surface : terre
- Parcours divisé en deux étapes[2]

### Première étape
- York - Manchester - Colwyn Bay - Machynlleth - Birmingham - Nottingham - York, 1500 km, du 2 au 4 décembre
- distance : 1 500 km dont 262 sur 29 épreuves spéciales (32 épreuves initialement prévues)

### Deuxième étape
- York - Malton - Hawick - Dalbeattie - Carlisle - York, 1400 km, du 4 au 5 décembre
- distance : 1 400 km dont 318 sur 40 épreuves spéciales

## Les forces en présence
- Lancia

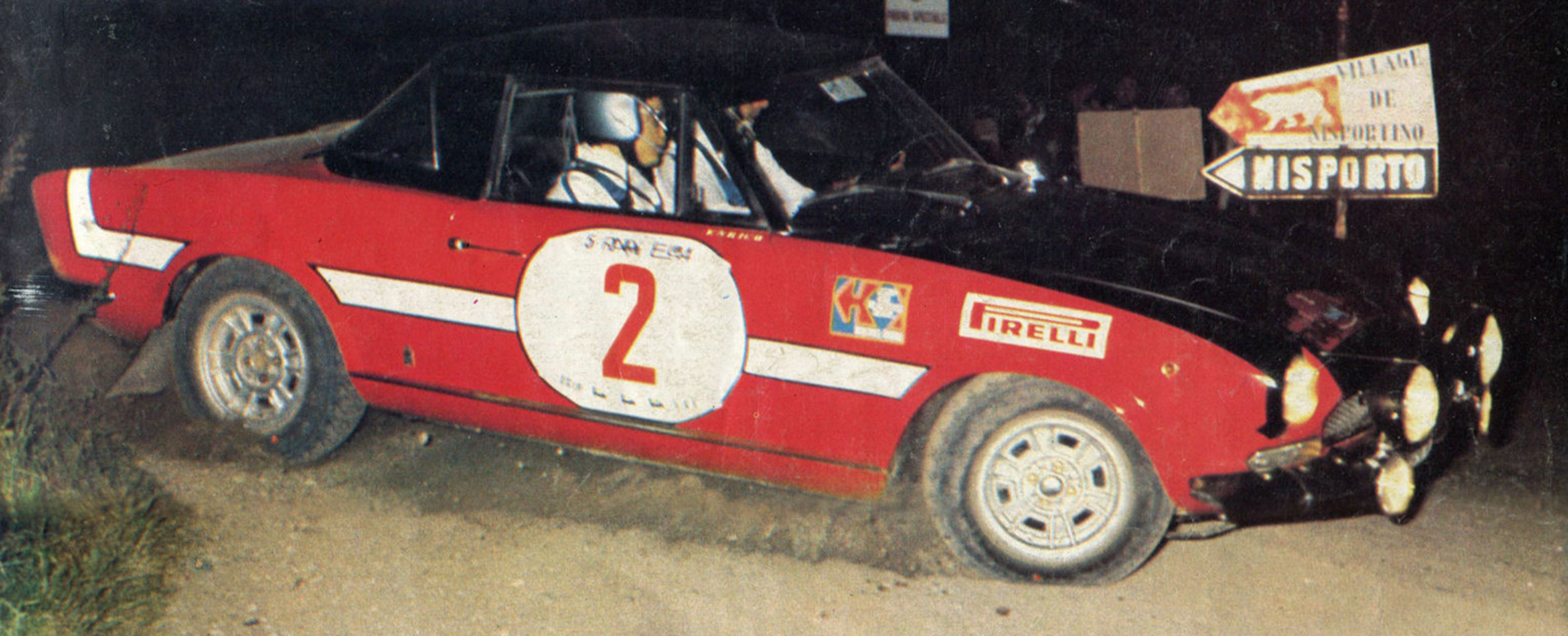
Trois Fiat 124 Spider officielles seront au départ.

La Scuderia Lancia, déjà assurée du titre 1972, a engagé deux Fulvia HF groupe 4 pour Harry Källström/Gunnar Häggbom et Simo Lampinen/Sölve Andreasson. Ces coupés pèsent 870 kg et sont dotés d'un moteur V4 de 1584 cm3 développant 160 chevaux. La transmission aux roues avant est assurée par une boîte cinq vitesses. Les Lancia utilisent des pneus Pirelli.
- Fiat

Le premier constructeur italien aligne trois 124 Spider Groupe 4 pour Håkan Lindberg/Ingvar Carlsson, Raffaele Pinto/Gino Macaluso et Alcide Paganelli/Ninni Russo. Préparées par Abarth, ces voitures à transmission classique pèsent 960 kg. Leur moteur quatre cylindres de 1755 cm3 fournit 170 chevaux. La boîte cinq vitesses est positionnée derrière le moteur. Les Fiat sont chaussées de pneus Pirelli.
- Datsun

Nissan Europe a préparé quatre Datsun 240Z Groupe 4, confiées aux équipages Rauno Aaltonen/Paul Easter, Tony Fall/Mike Wood, Shekhar Mehta/Martin Holmes et Roy Fidler/Barry Hughes. Ces coupés à transmission classique pèsent un peu plus d'une tonne. Leur moteur six cylindres en ligne de 2393 cm3 a une puissance de 230 chevaux. Ils sont équipés de pneus Dunlop.
- Ford

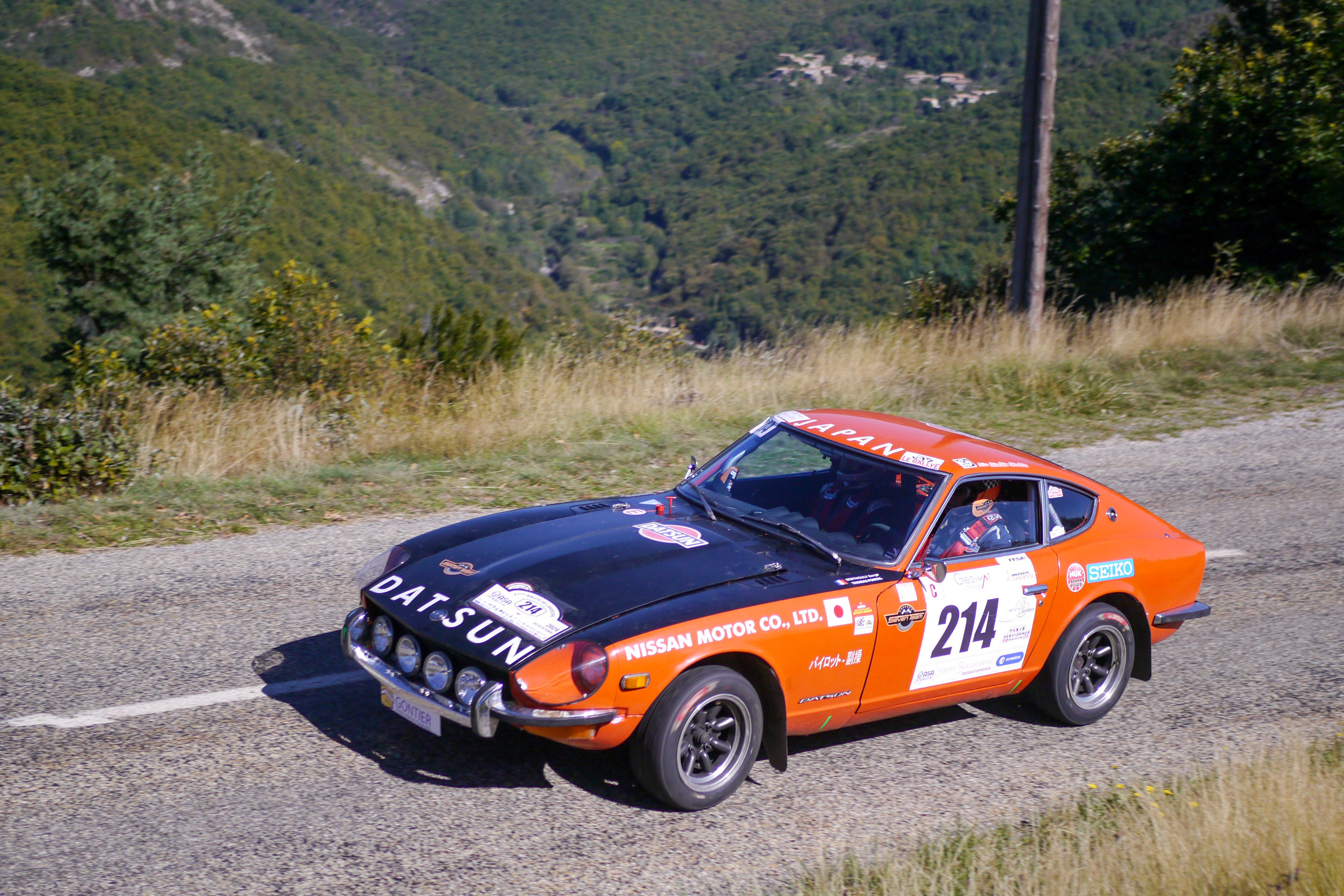
Un coupé Datsun 240Z Groupe 4.

L'équipe britannique, dirigée par Stuart Turner, a engagé quatre Escort RS1600 Groupe 2. Les équipages Roger Clark/Tony Mason et Timo Mäkinen/Henry Liddon disposent d'une version deux litres du quatre cylindres Cosworth BDA, avec bloc en aluminium, Hannu Mikkola/John Davenport et Andrew Cowan/Brian Coyle d'une version 1850 cm3 (bloc en fonte). Le moteur expérimental de la voiture de Clark bénéficie d'une distribution à 16 soupapes et d'un nouveau système d'injection développé par Lucas, la puissance maximale étant de l'ordre de 240 chevaux, soit 40 de plus que les versions 1850 cm3 / 8 soupapes de Mikkola et Cowan. Ces berlines deux portes à transmission classique pèsent 800 kg et sont équipées de pneus Dunlop. Au côté des Ford officielles, on dénombre une soixantaine d'Escort privées au départ, les plus performantes étant celles de Chris Slater/Howard Scott et de l'équipage féminin Rosemary Smith/Pauline Gullick.
- Saab

Vainqueur de l'épreuve l'année précédente, le constructeur suédois aligne trois coachs 96 Groupe 2 pour Stig Blomqvist/Arne Hertz, Per Eklund/Bo Reinicke et Carl Orrenius/Lars Persson. Ces tractions de 850 kg sont animées par un V4 Ford de 1854 cm3 fournissant 140 chevaux. Elles sont chaussées de pneus Dunlop.
- Opel

L'association de concessionnaires suédois GM dealers a engagé quatre Ascona Groupe 2, des berlines deux portes à transmission classique avec moteur quatre cylindres de 1897 cm3. La puissance de ces voitures de 800 kg est de 190 chevaux. Elles sont aux mains de Gunnar Blomqvist/Ingelöv Blomqvist, Anders Kulläng/Donald Karlsson, Ove Eriksson/Lars-Erik Carlström et Lillebror Nasenius/Björn Cederberg. Tous utilisent des pneus Pirelli. Henri Greder, navigué par Peter Jopp, s'aligne sur un modèle identique, son équipe ayant également engagé une Ascona Groupe 1 pour Marie-Claude Beaumont/Christine Giganot, qui visent le Coupe des dames.
- BMW

Navigué par Claes Billstam, Leif Asterhag a engagé sa BMW 2002 Ti Groupe 2, une berline de 950 kg dotée d'un quatre cylindres de deux litres alimenté par deux carburateurs double corps et développant plus de 200 chevaux.
- Toyota

Jusqu'alors pilier d'Alpine, Ove Andersson vient d'être remercié par le constructeur français après son rachat par Renault qui a décidé de n'employer que des pilotes français. Le champion suédois a préparé lui-même un coupé Celica, homologué en Groupe 2. Proche de la série, cette voiture est chaussée de pneus Dunlop.
- Volvo

Le premier constructeur suédois a préparé deux 142 S Groupe 2 (1100 kg, transmission classique, moteur quatre cylindres de deux litres, 180 chevaux) pour Markku Alén/Atso Aho et Eeva Heinonen/Elizabeth Crellin.

## Déroulement de la course

### Première étape

#### York - Machynlleth

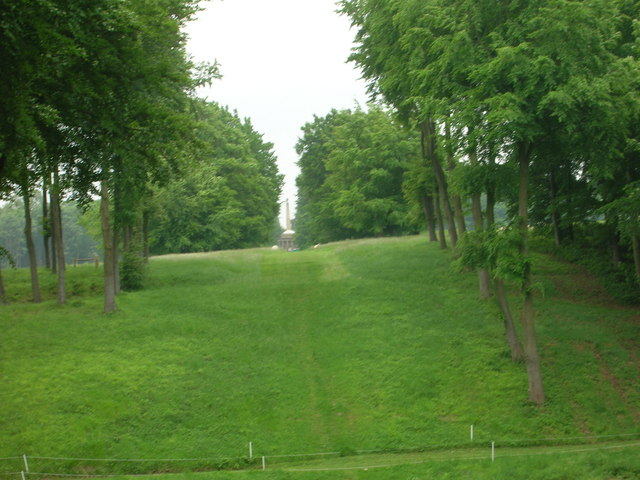
La première épreuve chronométrée se déroule dans le parc de Bramham, non loin de Leeds.

Les 188 concurrents s'élancent de York le samedi matin. La première épreuve chronométrée a lieu dans le parc de Bramham et, pour sa première participation au «RAC», le jeune Suédois Leif Asterhag crée la surprise en dominant les ténors de la discipline, hissant sa BMW en tête du rallye avec six secondes d'avance sur la Saab de Stig Blomqvist et sept sur les Ford Escort de Roger Clark et de Timo Mäkinen. Il conserve la première place à l'issue du secteur suivant, mais Clark s'est montré plus rapide et s'est rapproché à quatre secondes de lui. Le Britannique récidive dans la troisième spéciale et s'empare du commandement de la course, devant ses coéquipiers Mäkinen et Hannu Mikkola. Après une liaison de plus de cent cinquante kilomètres, les équipages rejoignent le Pays de Galles, cœur de la première étape. Les Ford ne monopolisent pas longtemps les trois premières places : si à Prestatyn, alors que son coéquipier Andrew Cowan renonce à cause d'un problème d'allumage, Clark confirme sa bonne forme et accroit légèrement son avance, Mäkinen est retardé par une sortie de route. Deuxième à une dizaine de secondes de son coéquipier, Mikkola est talonné par Blomqvist. Tous deux vont perdre du temps sur Clark dans le secteur de Llandudno, alors que Håkan Lindberg, parti prudemment, hausse progressivement le rythme et remonte au classement général : après Colwyn Bay, le pilote Fiat est revenu en quatrième position, six secondes derrière Blomqvist, et va dès lors enchaîner une série de meilleurs temps. Blomqvist puis Mikkola sont débordés. Dans le dixième secteur chronométré, Lindberg écrase littéralement la concurrence et se rapproche à cinq secondes de Clark. Dans le suivant, il se montre une nouvelle fois le plus rapide et prend la tête de la course, une seconde devant la première Escort, Mikkola étant désormais relégué à plus d'une demi-minute. Attaquant à outrance, Lindberg va sortir de la route dans l'épreuve spéciale de Coed-y-Brenin et s'embourber profondément. La Fiat n'est pas endommagée mais l'équipage va perdre plusieurs minutes avant de pouvoir reprendre la piste. Mikkola, toujours talonné par Blomqvist, retrouve la deuxième place. Les trois leaders réalisent ensuite des performances semblables et c'est dans cet ordre qu'ils rejoignent le parc fermé de Machynlleth, alors que la nuit est déjà tombée. Au sein de l'équipe Fiat, Raffaele Pinto (moteur hors d'usage) et Alcide Paganelli (sortie de route) ont déjà tous deux renoncé, tout comme Mäkinen, qui a abandonné peu après une sévère sortie de piste, la fixation d'une roue arrière ayant cédé.

#### Machynlleth - York
Les concurrents repartent après quelques heures de pause. Lindberg n'ira pas très loin, un demi-arbre lâchant au cours de la nuit. Mikkola attaque et grignote peu à peu son retard sur Clark. Il est revenu à moins de dix secondes de son coéquipier quand le joint de culasse de son Escort cède. L'abandon est inévitable. Désormais seul à défendre les chances de l'équipe Ford, Clark possède alors près d'une minute et demie d'avance sur Blomqvist, qui a perdu un peu de temps après être avoir heurté un mouton, endommageant son radiateur. Derrière, la lutte pour la troisième place est très intense entre les Lancia d'Harry Källström et de Simo Lampinen, la Saab de Per Eklund, la Datsun de Tony Fall et  l'Opel d'Anders Kulläng, l'écart entre ces voitures étant inférieur à la minute. Longtemps le mieux placé des cinq, Källström se fera finalement coiffer sur le fil par Eklund à l'arrivée de l'étape, alors que Clark rallie le parc fermé de York le dimanche soir avec toujours une minute et demie d'avance sur Blomqvist, désormais le seul à pouvoir lui disputer la victoire. Cent-trente-six équipages restent encore en course.
| Pos. | Pilote           | Copilote            | Voiture                | Groupe | Temps           | Écart        |
| ---- | ---------------- | ------------------- | ---------------------- | ------ | --------------- | ------------ |
| 1    | Roger Clark      | Tony Mason          | Ford Escort RS1600     | 2      | 2 h 46 min 20 s |              |
| 2    | Stig Blomqvist   | Arne Hertz          | Saab 96 V4             | 2      | 2 h 47 min 53 s | + 1 min 33 s |
| 3    | Per Eklund       | Bo Reinicke         | Saab 96 V4             | 2      | 2 h 51 min 18 s | + 4 min 58 s |
| 4    | Harry Källström  | Gunnar Häggbom      | Lancia Fulvia coupé HF | 4      | 2 h 51 min 22 s | + 5 min 02 s |
| 5    | Tony Fall        | Mike Wood           | Datsun 240Z            | 4      | 2 h 51 min 32 s | + 5 min 12 s |
| 6    | Anders Kulläng   | Donald Karlsson     | Opel Ascona 1.9 SR     | 2      | 2 h 51 min 47 s | + 5 min 27 s |
| 7    | Simo Lampinen    | Sölve Andreasson    | Lancia Fulvia coupé HF | 4      | 2 h 52 min 22 s | + 6 min 02 s |
| 8    | Ove Eriksson     | Lars-Erik Carlström | Opel Ascona 1.9 SR     | 2      | 2 h 53 min 29 s | + 7 min 09 s |
| 9    | Gunnar Blomqvist | Ingelöv Blomqvist   | Opel Ascona 1.9 SR     | 2      | 2 h 55 min 15 s | + 8 min 55 s |
| 10   | Will Sparrow     | Nigel Raeburn       | Vauxhall Firenza       | 2      | 2 h 56 min 08 s | + 9 min 48 s |

### Deuxième étape

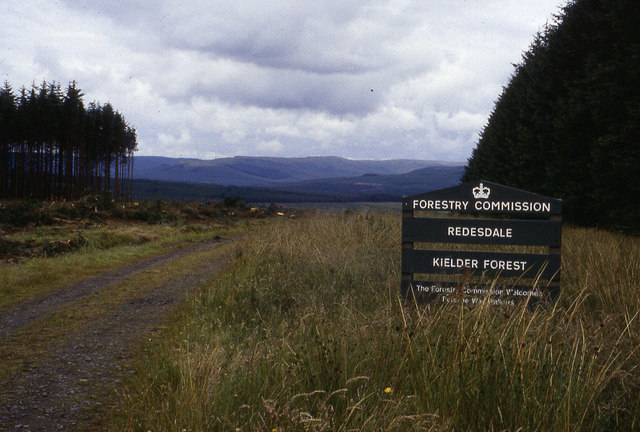
La forêt de Redesdale, aux portes de l'Écosse.

Les équipages repartent de York le lundi matin, en direction de Middlesbrough. La pluie fait rage, Clark accentue son avance sur Blomqvist qui, tablant sur une défaillance du moteur expérimental de l'Escort de tête, n'attaque pas au maximum et l'écart entre les deux hommes dépasse bientôt les deux minutes. Alors qu'Eklund se maintient en troisième position, Fall revient rapidement sur Källström et s'apprête à lui prendre la quatrième place mais un filtre à essence bouché va lui faire perdre une dizaine de minutes et le faire rétrograder au classement. Le pilote Datsun perdra peu après un quart d'heure supplémentaire à cause d'un arbre de roue cassé. Malgré des conditions difficiles, avec des zones verglacées, Clark négocie parfaitement les premières épreuves nocturnes, dans les forêts de Redesdale et de Kielder, et c'est avec un avantage de près de trois minutes qu'il aborde la partie écossaise du parcours. À mi-étape, Clark conserve une confortable avance sur les Saab de Blomqvist et Eklund, qui ont cependant haussé le rythme. Après quelques heures de pause, les concurrents doivent affronter les dernières difficultés écossaises avant le retour sur York. Alors que le jour n'est pas encore levé, la course d'Eklund prend fin lorsque le Suédois heurte violemment un pont et ne peut repartir, sa voiture étant sérieusement endommagée. Clark va désormais se contenter de gérer son avance sur Blomqvist. Malgré un roulement de roue endommagé, le Britannique conserve l'avantage et c'est avec près de trois minutes et demie d'avance sur son adversaire suédois qu'il rallie York, sous les acclamations du public, mettant fin à douze ans de domination nordique dans cette épreuve. Auteur d'un sans-faute, Kulläng décroche une belle troisième place, devant les Lancia de Källström et de Lampinen. Sur une Toyota Celica pratiquement de série mais soigneusement préparée par l'usine, Ove Andersson se classe neuvième au terme d'une course sans histoire. Seulement quatre-vingts concurrents ont atteint l'arrivée.

### Classements intermédiaires
Classements intermédiaires des pilotes après chaque épreuve spéciale.

### Classement général

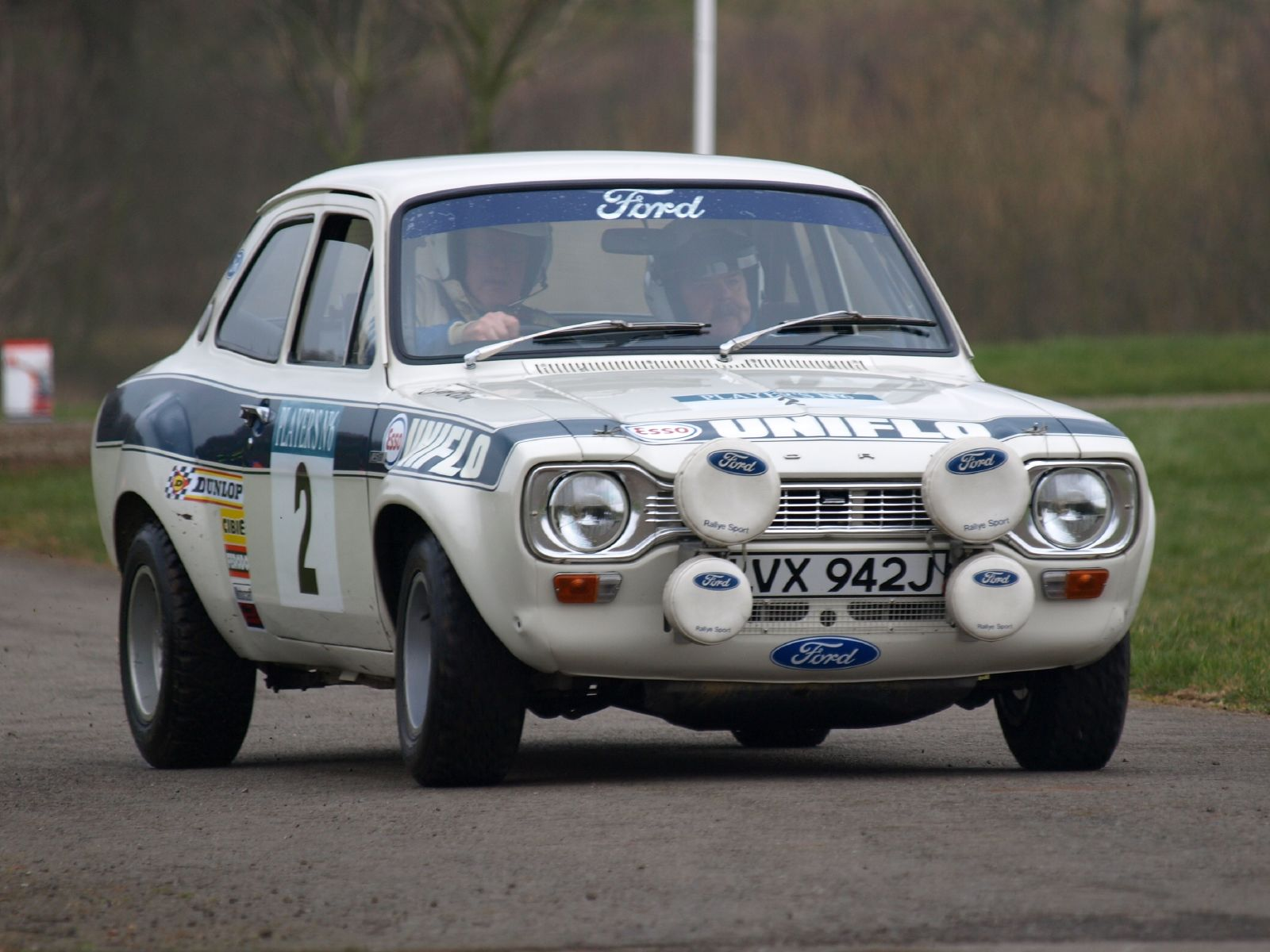
Une Ford Escort RS1600 semblable à la voiture victorieuse de Roger Clark.

| Pos | No | Pilote               | Copilote            | Voiture                | Temps           | Écart         | Groupe |
| --- | -- | -------------------- | ------------------- | ---------------------- | --------------- | ------------- | ------ |
| 1   | 4  | Roger Clark          | Tony Mason          | Ford Escort RS1600     | 6 h 50 min 07 s |               | 2      |
| 2   | 1  | Stig Blomqvist       | Arne Hertz          | Saab 96 V4             | 6 h 53 min 32 s | + 3 min 25 s  | 2      |
| 3   | 14 | Anders Kulläng       | Donald Karlsson     | Opel Ascona 1.9 SR     | 6 h 59 min 57 s | + 9 min 50 s  | 2      |
| 4   | 2  | Harry Källström      | Gunnar Häggbom      | Lancia Fulvia coupé HF | 7 h 01 min 38 s | + 11 min 31 s | 4      |
| 5   | 8  | Simo Lampinen        | Sölve Andreasson    | Lancia Fulvia coupé HF | 7 h 02 min 30 s | + 12 min 23 s | 4      |
| 6   | 19 | Ove Eriksson         | Lars-Erik Carlström | Opel Ascona 1.9 SR     | 7 h 04 min 53 s | + 14 min 46 s | 2      |
| 7   | 23 | Lillebror Nasenius   | Björn Cederberg     | Opel Ascona 1.9 SR     | 7 h 06 min 18 s | + 16 min 11 s | 2      |
| 8   | 7  | Gunnar Blomqvist     | Ingelöv Blomqvist   | Opel Ascona 1.9 SR     | 7 h 10 min 34 s | + 20 min 27 s | 2      |
| 9   | 11 | Ove Andersson        | Geraint Phillips    | Toyota Celica          | 7 h 11 min 06 s | + 20 min 59 s | 2      |
| 10  | 30 | Per-Inge Walfridsson | Kjell Nilsson       | Volvo 142 S            | 7 h 11 min 35 s | + 21 min 28 s | 2      |

### Équipages de tête
- ES1 à ES2 :  Leif Asterhag -  Claes Billstam (BMW 2002 Ti)
- ES3 à ES10 :  Roger Clark -  Tony Mason (Ford Escort RS1600)
- ES11 :  Håkan Lindberg -  Ingvar Carlsson (Fiat 124 Spider)
- ES12 à ES72 :  Roger Clark -  Tony Mason (Ford Escort RS1600)

### Vainqueurs d'épreuves spéciales
- Roger Clark -  Tony Mason (Ford Escort RS1600) : 24 spéciales
- Stig Blomqvist -  Arne Hertz (Saab 96 V4) : 16 spéciales
- Håkan Lindberg -  Ingvar Carlsson (Fiat 124 Spider) : 4 spéciales
- Hannu Mikkola -  John Davenport (Ford Escort RS1600) : 4 spéciales
- Tony Fall -  Mike Wood (Datsun 240Z) : 4 spéciales
- Per Eklund -  Bo Reinicke (Saab 96 V4) : 4 spéciales
- Rauno Aaltonen -  Paul Easter (Datsun 240Z) : 4 spéciales
- Esa Nuutila -  Ilkka Kivimäki (Opel Ascona 1.9 SR) : 2 spéciales
- Harry Källström -  Gunnar Häggbom (Lancia Fulvia coupé HF) : 2 spéciales
- Leif Asterhag -  Claes Billstam (BMW 2002 Ti) : 1 spéciale
- Roy Fidler -  Barry Hughes (Datsun 240Z) : 1 spéciale
- Rosemary Smith -  Pauline Gullick (Ford Escort RS1600) : 1 spéciale
- Ove Eriksson -  Lars-Erik Carlström (Opel Ascona 1.9 SR) : 1 spéciale
- Carl Orrenius -  Lars Persson (Saab 96 V4) : 1 spéciale
- Anders Kulläng -  Donald Larlsson (Opel Ascona 1.9 SR) : 1 spéciale
- Lillebror Nasenius -  Björn Cederberg (Opel Ascona 1.9 SR) : 1 spéciale

## Résultats des principaux engagés
| No | Pilote                | Copilote            | Voiture                    | Groupe | Classement général                       | Class. groupe |
| -- | --------------------- | ------------------- | -------------------------- | ------ | ---------------------------------------- | ------------- |
| 1  | Stig Blomqvist        | Arne Hertz          | Saab 96 V4                 | 2      | 2e à 3 min 25 s                          | 2e            |
| 2  | Harry Källström       | Gunnar Häggbom      | Lancia Fulvia coupé HF     | 4      | 4e à 11 min 31 s                         | 1er           |
| 3  | Håkan Lindberg        | Ingvar Carlsson     | Fiat 124 Spider            | 4      | ab. dans la 1re étape (demi-arbre)       | -             |
| 4  | Roger Clark           | Tony Mason          | Ford Escort RS1600         | 2      | 1er                                      | 1er           |
| 6  | Rauno Aaltonen        | Paul Easter         | Datsun 240Z                | 4      | 11e à 21 min 31 s                        | 3e            |
| 7  | Gunnar Blomqvist      | Ingelöv Blomqvist   | Opel Ascona 1.9 SR         | 2      | 8e à 20 min 27 s                         | 6e            |
| 8  | Simo Lampinen         | Sölve Andreasson    | Lancia Fulvia coupé HF     | 4      | 5e à 12 min 23 s                         | 2e            |
| 9  | Per Eklund            | Bo Reinicke         | Saab 96 V4                 | 2      | ab. dans la 2e étape (accident)          | -             |
| 10 | Hannu Mikkola         | John Davenport      | Ford Escort RS1600         | 2      | ab. dans la 1re étape (joint de culasse) | -             |
| 11 | Ove Andersson         | Geraint Phillips    | Toyota Celica              | 2      | 9e à 20 min 59 s                         | 7e            |
| 12 | Raffaele Pinto        | Gino Macaluso       | Fiat 124 Spider            | 4      | ab. dans la 1re étape (moteur)           | -             |
| 14 | Anders Kulläng        | Donald Karlsson     | Opel Ascona 1.9 SR         | 2      | 3e à 9 min 50 s                          | 3e            |
| 15 | Timo Mäkinen          | Henry Liddon        | Ford Escort RS1600         | 2      | ab. dans la 1re étape (perte d'une roue) | -             |
| 16 | Carl Orrenius         | Lars Persson        | Saab 96 V4                 | 2      | 13e à 24 min 47 s                        | 10e           |
| 17 | Markku Alén           | Atso Aho            | Volvo 142 S                | 2      | 12e à 21 min 43 s                        | 9e            |
| 18 | Tony Fall             | Mike Wood           | Datsun 240Z                | 4      | 18e à 34 min 11 s                        | 4e            |
| 19 | Ove Eriksson          | Lars-Erik Carlström | Opel Ascona 1.9 SR         | 2      | 6e à 14 min 46 s                         | 4e            |
| 20 | Alcide Paganelli      | Ninni Russo         | Fiat 124 Spider            | 4      | ab. dans la 1re étape (sortie de route)  | -             |
| 21 | Pertti Lehnonen       | Klaus Lehto         | Saab 96 V4                 | 2      | 15e à 32 min 09 s                        | 12e           |
| 22 | Andrew Cowan          | Brian Coyle         | Ford Escort RS1600         | 2      | ab. dans la 1re étape (allumage)         | -             |
| 23 | Lillebror Nasenius    | Björn Cederberg     | Opel Ascona 1.9 SR         | 2      | 7e à 16 min 11 s                         | 5e            |
| 24 | Chris Slater          | Howard Scott        | Ford Escort RS1600         | 2      | ab. dans la 1re étape (moteur)           | -             |
| 26 | Shekhar Mehta         | Martin Holmes       | Datsun 240Z                | 4      | ab. dans la première étape               | -             |
| 27 | Eeva Heinonen         | Elizabeth Crellin   | Volvo 142 S                | 2      | 29e à 1 h 09 min 13 s                    | 21e           |
| 28 | Brian Culcheth        | Johnstone Syer      | Morris Marina              | 2      | ab. dans la 2e étape (moteur)            | -             |
| 29 | Tapio Rainio          | Phil Short          | Opel Ascona 1.9 SR         | 2      | 14e à 29 min 00 s                        | 11e           |
| 30 | Per-Inge Walfridsson  | Kjell Nilsson       | Volvo 142 S                | 1      | 10e à 21 min 28 s                        | 8e            |
| 31 | Tony Fowkes           | Bryan Harris        | Ford Escort TwinCam        | 2      | 16e à 32 min 51 s                        | 13e           |
| 34 | Roy Fidler            | Barry Hughes        | Datsun 240Z                | 4      | 43e à 1 h 30 min 53 s                    | 7e            |
| 35 | Lasse Jönsson         | Alf Qvist           | BMW 2002 Tii               | 1      | 19e à 32 min 51 s                        | 1er           |
| 36 | Esa Nuuttila          | Ilkka Kivimäki      | Opel Ascona 1.9 SR         | 1      | 20e à 32 min 51 s                        | 2e            |
| 37 | Jochi Kleint          | Jochen Berger       | Ford Capri 2600            | 2      | ab. dans la 1re étape                    | -             |
| 38 | Will Sparrow          | Nigel Raeburn       | Vauxhall Firenza           | 2      | ab. dans la 2e étape (Suspension)        | -             |
| 41 | Marie-Claude Beaumont | Christine Giganot   | Opel Ascona 1.9 SR         | 1      | 27e à 1 h 07 min 38 s                    | 4e            |
| 42 | Andy Dawson           | Peter Valentine     | Alfa Romeo 2000 GTV        | 2      | ab. dans la 1re étape (transmission)     | -             |
| 45 | Henry Greder          | Peter Jopp          | Opel Ascona 1.9 SR         | 2      | ab. dans la 1re étape (joint de culasse) | -             |
| 47 | Sylvia Österberg      | Inga-Lill Edenring  | Opel Ascona 1.9 SR         | 2      | ab. dans la 2e étape                     | -             |
| 48 | Billy Coleman         | Dan O'Sullivan      | Alpine-Renault A110 1600 S | 4      | ab. dans la 1re étape                    | -             |
| 56 | Richard Bochnicek     | William Taylor      | Citroën DS21               | 2      | 17e à 33 min 39 s                        | 14e           |
| 61 | Rosemary Smith        | Pauline Gullick     | Ford Escort RS1600         | 2      | 41e à 1 h 26 min 21 s                    | 27e           |
| 63 | Leif Asterhag         | Claes Billstam      | BMW 2002 Ti                | 2      | ab. dans la 1re étape (accident)         | -             |
| 95 | Bror Danielsson       | Ulf Sundberg        | BMW 2002 Tii               | 1      | ab. dans la 1re étape                    | -             |

## Classement final du championnat
- attribution des points : 20, 15, 12, 10, 8, 6, 4, 3, 2, 1 respectivement aux dix premières marques de chaque épreuve (sans cumul, seule la voiture la mieux classée de chaque constructeur marque des points)[6].
- sur dix épreuves qualificatives prévues pour le championnat international des marques 1972, neuf ont été maintenues au calendrier : devant se dérouler du 19 au 24 juin, la 32e édition de la Coupe des Alpes a été annulée, faute d'un nombre suffisant de participants[7].

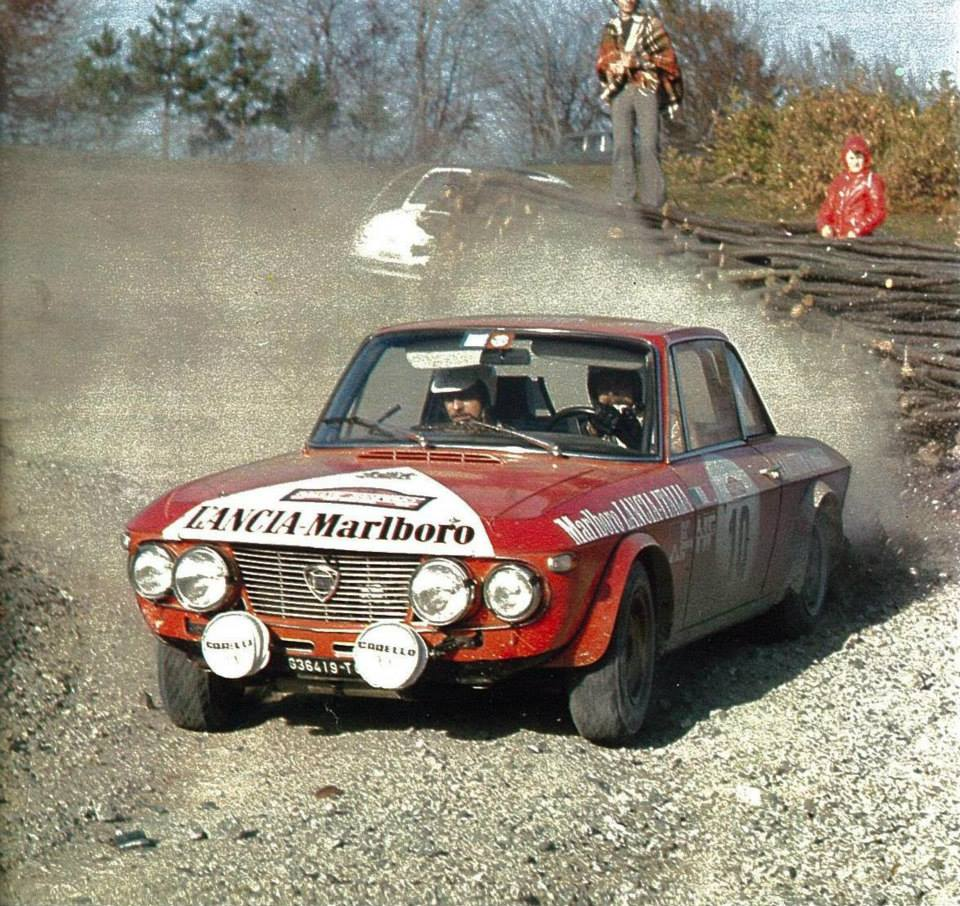
Le coupé Fulvia HF a permis à Lancia de remporter le Championnat international des marques 1972.

| Pos. | Marque         | Points | M-C | SUE | SAF | MAR | ACR | AUT | SAN | PRE | RAC |
| ---- | -------------- | ------ | --- | --- | --- | --- | --- | --- | --- | --- | --- |
| 1    | Lancia         | 97     | 20  | 12  | -   | 20  | 15  | -   | 20  | -   | 10  |
| 2    | Fiat           | 55     | 3   | -   | -   | -   | 20  | 20  | 12  | -   | -   |
| 3    | Porsche        | 53     | 15  | 15  | 15  | -   | -   | 8   | -   | -   | -   |
| 4    | Ford           | 48     | 8   | -   | 20  | -   | -   | -   | -   | -   | 20  |
| 5    | Saab           | 47     | -   | 20  | -   | -   | -   | 12  | -   | -   | 15  |
| 6    | Datsun         | 41     | 12  | -   | 8   | -   | 6   | -   | -   | 15  | -   |
| 7    | Opel           | 33     | 2   | 10  | -   | -   | 2   | 6   | 1   | -   | 12  |
| 8    | BMW            | 22     | -   | 6   | -   | -   | 12  | 4   | -   | -   | -   |
| 9    | Jeep           | 20     | -   | -   | -   | -   | -   | -   | -   | 20  | -   |
| 10   | Citroën        | 15     | -   | -   | -   | 15  | -   | -   | -   | -   | -   |
| 10=  | Volkswagen     | 15     | -   | -   | -   | -   | -   | 15  | -   | -   | -   |
| 12   | Peugeot        | 12     | -   | -   | 4   | 8   | -   | -   | -   | -   | -   |
| 13   | Volvo          | 11     | -   | -   | -   | -   | -   | -   | -   | 10  | 1   |
| 14   | Renault        | 10     | -   | -   | -   | 10  | -   | -   | -   | -   | -   |
| 15   | Dodge          | 8      | -   | -   | -   | -   | -   | -   | -   | 8   | -   |
| 16   | Toyota         | 6      | -   | -   | -   | -   | -   | -   | -   | 6   | 2   |
| 17   | Alpine-Renault | 7      | 4   | -   | -   | -   | 3   | -   | -   | -   | -   |
| 18   | Alfa Romeo     | 3      | -   | -   | -   | -   | -   | 3   | -   | -   | -   |